# Spisarparty
Spisarparty var ett program i Sveriges Radio med underrubriken "Delvis Presley - delvis jazz". Det började sändas 1957 och var det första svenska musikradioprogrammet för ungdomar.

## Historia
Programmet började den 16 december 1957 i SR P2 med sändningstid mellan kl 18:00-19:30.
Programmet startades av Olle Helander och Rune Hallberg och programledare var första säsongen Johan Sandström och Maud Allernäs. Allernäs efterträddes senare av Kersti Adams-Ray.